# 白雪林
白雪林（1954年—2019年），男，蒙古族，辽宁北票人，中国作家。

## 生平
1977年毕业于内蒙古哲盟市师范，1986年毕业于内蒙古师范大学文研班。在内蒙古文联《草原》杂志担任编辑。1979年开始发表作品。1992年加入中国作家协会。
著有短篇小说《初夏》、《蓝幽幽的峡谷》、《岩石上的泪》等。其中，《蓝幽幽的峡谷》获1984年全国短篇小说优秀创作奖、全国第二届少数民族文学创作荣誉奖、内蒙古第二届索龙嘎文学奖一等奖，《岩石上的泪》获1985年《草原》文学创作奖，中篇小说《成长》获内蒙古索龙嘎文学创作奖中篇小说一等奖。
2019年2月4日在京逝世，享年64岁。